# Chandigarh Kare Aashiqui
Pour plus de détails, voir Fiche technique et Distribution.
Chandigarh Kare Aashiqui est un film indien réalisé par Abhishek Kapoor, sorti en 2021.

## Synopsis
Un culturiste de Chandigarh, Manu, tient une salle de sport avec ses amis les jumeaux Riz et Jomo. À trente ans passés, il est célibataire et ne pense qu'aux compétitions de force musculaire. Quand il rencontre Maanvi, la nouvelle prof de zumba de la salle, c'est le coup de foudre. Ils sortent ensemble, mais quand elle lui révèle qu'elle est une femme transgenre, sa première réaction est de la rejeter.

## Fiche technique
Sauf indication contraire, les informations mentionnées dans cette section peuvent être confirmées par la base de données cinématographiques IMDb,  présente dans la section « Liens externes ».
- Titre original et français : Chandigarh Kare Aashiqui
- Réalisation : Abhishek Kapoor
- Scénario : 	Abhishek Kapoor, Supratik Sen, Tushar Paranjpe
- Musique : Sachin–Jigar et Tanishk Bagchi
- Photographie : Manoj Lobo
- Montage : Chandan Arora
- Production : 	Bhushan Kumar, Pragya Kapoor, Krishan Kumar, Abhishek Nayyar
- Sociétés de production : T-Series et Guy in the Sky Pictures
- Sociétés de distribution : AA Films
- Pays de production :  Inde
- Langue originale : hindi, anglais
- Format : couleur - 1.85 : 1 - son Dolby Digital
- Genre : comédie romantique
- Durée : 116 minutes
- Dates de sortie : 10 décembre 2021

## Distribution
- Ayushmann Khurrana : Manvinder "Manu" Munjal
- Vaani Kapoor : Maanvi Brar
- Abhishek Bajaj : Sandeep Kasaana aka Sandy
- Kanwaljit Singh : Brigadier Mohinder Brar, le père de Maanvi
- Gourav Sharma : Rizwan "Riz"
- Gautam Sharma : Jomo
- Yograj Singh : Guruji
- Aanjjan Srivastav : Braj Munjal, le grand-père de Manu
- Karishma Singh  Akshita
- Girish Dhamija  Naveen Munjal, le père de Manu
- Tanya Abrol : Preet Munjal, une des sœurs de Manu
- Sawan Rupowali : Meet Munjal, une des sœurs de Manu

## Production
Le film commence à être tourné en octobre 2020, avec pour acteurs principaux Ayushmann Khurrana et Vaani Kapoor. Le tournage se termine en décembre 2020.

## Accueil

### Critiques
The Times of India apprécie une histoire d'amour qui interroge les normes et la normalité.
Pour First Post, « Ce film est important non seulement du point de vue de la représentation des trans à Bollywood, mais aussi pour ce qu'il dit du soutien dont ont besoin les parents et les partenaires de personnes trans ».
Dans l'Indian Journal of Medical Ethics, deux chercheurs regrettent que le film donne une idée fausse de la médicalisation des corps et perpétue la méconnaissance des droits des personnes transgenres.

### Récompenses
Vaani Kapoor reçoit un prix d'interprétation aux Gold Awards 2022.